# Talsperre Rebordelo
Die Talsperre Rebordelo (portugiesisch Barragem de Rebordelo) liegt in der Region Nord Portugals im Distrikt Bragança. Sie staut den Rabaçal, den rechten (westlichen) Quellfluss des Tua zu einem Stausee auf. Der Rabaçal bildet an dieser Stelle die Grenze zwischen den Distrikten Bragança und Vila Real. Die namensgebende Gemeinde Rebordelo liegt ungefähr einen Kilometer südöstlich der Talsperre. Etwa zwei Kilometer flussabwärts befindet sich die Talsperre Bouçoais-Sonim.
Mit dem Projekt zur Errichtung der Talsperre wurde im Jahre 1999 begonnen. Der Bau wurde 2004 fertiggestellt. Die Talsperre dient der Stromerzeugung. Sie ist im Besitz der GERCO, Sociedade de Engenharia Electrotécnica  S.A (GERCO).

## Absperrbauwerk
Das Absperrbauwerk ist eine Gewichts- und Bogenstaumauer aus Beton mit einer Höhe von 35,5 m über der Gründungssohle. Die Mauerkrone liegt auf einer Höhe von 387,5 m über dem Meeresspiegel. Die Länge der Mauerkrone beträgt 127 m. Das Volumen des Bauwerks beträgt 19.000 m³.
Die Staumauer verfügt sowohl über einen Grundablass als auch über eine Hochwasserentlastung. Über den Grundablass können maximal 30 m³/s abgeführt werden, über die Hochwasserentlastung maximal 1.480 m³/s. Das Bemessungshochwasser liegt bei 1.380 m³/s; die Wahrscheinlichkeit für das Auftreten dieses Ereignisses wurde mit einmal in 100 Jahren bestimmt.

## Stausee
Beim normalen Stauziel von 380 m (maximal 386 m bei Hochwasser) erstreckt sich der Stausee über eine Fläche von rund 0,46 km² und fasst 3,13 Mio. m³ Wasser. Das minimale Stauziel liegt bei 378,5 m.

## Kraftwerk
Es ist eine Kaplan-Turbine mit einer maximalen Leistung von 8,75 MW installiert. Die durchschnittliche Jahreserzeugung liegt bei 24 Mio. kWh.
Das Kraftwerk ist im Besitz von GERCO, wird aber von Hidroeléctrica do Rabaçal Ponte, Lda. betrieben.